# کورد (نظیر به نظیر)
کورد (به انگلیسی: Chord) نام الگوریتم و پروتکلی برای جدول درهم‌سازی توزیع شده نظیر به نظیر ((به انگلیسی: peer-to-peer)) است. کورد الگوریتمی را پیاده‌سازی می‌کند که در آن شرح داده می‌شود که چگونه جفت‌های کلید و مقدار بین نودها تقسیم شوند و چگونه کلید مقدار مورد نظر را بتوان از بین آن‌ها یافت.